# Hvidovre IF
El Hvidovre Idrætsforening es un club de fútbol danés de la ciudad de Hvidovre. Fue fundado en 1925 y juega en la Primera División de Dinamarca.

## Datos del club
- Temporadas en 1ª: 19
- Temporadas en 2ª: 16

## Palmarés

### Torneos nacionales
- Superliga Danesa (3):1966, 1973, 1981
- Copa de Dinamarca (1):1980

## Participación en competiciones europeas
| Temporada | Competición      | Ronda | Club                     | Cómputo global | Ida     | Vuelta  |
| --------- | ---------------- | ----- | ------------------------ | -------------- | ------- | ------- |
| 1966-67   | Copa de Ferias   | 2R    | Eintracht Frankfurt      | 3-7            | 1-5 (F) | 2-2 (C) |
| 1967-68   | Copa de Europa   | 1R    | FC Basel                 | 5-4            | 2-1 (F) | 3-3 (C) |
| 1967-68   | Copa de Europa   | 1/8   | Real Madrid CF           | 3-6            | 2-2 (C) | 1-4 (F) |
| 1969-70   | Copa de Ferias   | 1R    | FC Porto                 | 1-4            | 1-2 (C) | 0-2 (F) |
| 1972-73   | UEFA Cup         | 1R    | HJK Helsinki             | walk-over      |         |         |
| 1972-73   | UEFA Cup         | 2R    | Borussia Mönchengladbach | 1-6            | 0-3 (F) | 1-3 (C) |
| 1974-75   | Copa de Europa   | 1R    | Ruch Chorzów             | 1-2            | 0-0 (C) | 1-2 (F) |
| 1980-81   | Recopa de Europa | 1R    | Fram Reykjavík           | 3-0            | 1-0 (C) | 2-0 (F) |
| 1980-81   | Recopa de Europa | 1/8   | Feyenoord                | 1-3            | 1-2 (C) | 0-1 (F) |
| 1982-83   | Copa de Europa   | 1R    | Juventus FC              | 4-7            | 1-4 (C) | 3-3 (F) |